# Micrologus
Il Micrologus è un trattato sulla musica medievale scritto da Guido d'Arezzo intorno al 1026. Egli lo dedicò al vescovo di Arezzo Tedaldo; l'autore gli attribuisce una parte importante nel suo abbandono di uno stile di vita molto ritirato:
Il trattato si occupa delle modalità di canto e insegnamento del gregoriano, e discute estesamente la composizione di musica polifonica. Fu uno dei trattati di musica più diffusi nel Medioevo.

## Contenuti
Sebbene il termine Micrologus alluda etimologicamente a un piccolo discorso, l'opera è divisa in 20 capitoli, com'era consuetudine nei trattati coevi. Generalmente si tratta di capitoli piuttosto brevi, assimilabili ad attuali paragrafi.
La struttura dell'opera è la seguente:
- Acrostico di apertura che riporta il nome dell'autore, come diffuso nei trattati medievali
- Epistola di Guido al vescovo Teodaldo
- Capitolo I - Che cosa deve fare chi si accosta all'arte della musica
- Capitolo II - Le note: quali, come e quante sono
- Capitolo III - La disposizione delle note sul monocordo
- Capitolo IV - I sei modi in cui si uniscono i suoni
- Capitolo V - La diapason e il motivo per cui le note sono soltanto sette
- Capitolo VI - Gli intervalli e il loro significato
- Capitolo VII - I quattro tipi di affinità fra i suoni
- Capitolo VIII - Altre affinità; b molle (♭) e b quadro (♮)
- Capitolo IX - La perfetta somiglianza dei suoni si realizza soltanto nel rapporto di diapason
- Capitolo X - I modi e il riconoscimento e la correzione di un canto falso
- Capitolo XI - Qual è il suono più importante di un canto e perché
- Capitolo XII - La divisione dei quattro modi in otto
- Capitolo XIII - Il riconoscimento degli otto modi in base all'estensione
- Capitolo XIV - I modi e la potenza della musica
- Capitolo XV - Una regolata melodia e come comporla
- Capitolo XVI - La molteplice varietà dei suoni e dei neumi
- Capitolo XVII - In che modo si riduce a canto tutto ciò che viene pronunciato
- Capitolo XVIII - La diafonia, ovvero l'insegnamento dell'organum
- Capitolo XIX - Illustrazione per esempi della diafonia
- Capitolo XX - In che modo la musica è stata scoperta dal suono dei martelli

## Trattazione della polifonia
L'opera tratta l'organum parallelo e libero, riportando anche alcuni esempi a due voci; esse sono contrapposte e talvolta si incrociano. Mette in guardia il lettore dall'uso della quinta giusta e della seconda minore, consigliando invece la seconda maggiore e la quarta giusta (ma consentendo anche l'introduzione di terze).
Una parte importante è la sua trattazione dell'occursus (letteralmente "incontro"), un antenato della cadenza. Esso si verifica quando due voci si avvicinano all'unisono. Guido Monaco suggerisce che tale avvicinamento avvenga per moto contrario da una terza maggiore o per moto obliquo da una seconda maggiore.